# Jean-Denis Lanjuinais
Jean-Denis Lanjuinais, född 12 mars 1753, död 13 januari 1827, var en fransk greve och politiker.
Lanjuinais blev professor i Rennes och var en ivrig förkämpe för tredje ståndets ökade inflytande. År 1789 blev Lejuinais ledamot av nationalförsamlingen och var en av författarna till prästerskapets civilkonstitution. I konventet bekämpade han "berget" och motarbetade Ludvig XVI:s avsättning.
Lanjuinais höll sig dold under skräckväldet. Efter brumairekuppen bekämpade han i lagstiftande kåren och senaten Napoleons monarkiska planer. Efter att ha blivit greve 1803 blev han medlem av pärskammaren 1815, där han tillhörde dess liberala minoritet. Lanjuinais' Oeuvres complètes utgavs 1832.